# Peter Pekarík
Peter Pekarík (Žilina, 30 de outubro de 1986) é um futebolista eslovaco, que atua na posição de lateral-direito. Atualmente está no Hertha Berlin.
Iniciou a carreira no FK ZTS Dubnica. Desde 2009 joga pelo VfL Wolfsburg. Participou da Copa do Mundo FIFA de 2010 pela Seleção Eslovaca de Futebol.

## Carreira

### Žilina
Com apenas 23 anos, Peter Pekarik já é titular indiscutível da seleção de Vladimir Weiss pela qualidade na defesa e excelência nos cruzamentos. O lateral direito, cuja ascensão no futebol foi marcada pela conquista do título alemão, em 2009, compensa a pouca idade com uma maturidade impressionante.

### Dubnica
A carreira profissional do eslovaco teve início em 2004, quando ele tinha 18 anos e assumiu o setor direito da defesa do MFK Dubnica. O talentoso jovem correspondeu às expectativas e contribuiu para a conquista do quarto lugar no campeonato nacional, melhor colocação do clube na história. Foi o suficiente para chamar a atenção do MSK Zilina, da sua cidade natal, que acabou contratando o jogador.
De 2005 a 2008, Pekarik foi um dos maiores destaques do campeonato da primeira divisão eslovaca. Depois de 111 jogos e cinco gols pelo time verde e amarelo, ele foi convocado pela primeira vez e conquistou o seu primeiro título de campeão nacional, sucedido por uma transferência para o futebol alemão.

### Wolfsburg
O destino do jogador foi o Wolfsburg, para onde foi levado pelo técnico Felix Magath. Pekarik tornou-se peça fundamental no sistema defensivo da nova equipe, como já acontecera em outros times por onde havia passado. Mais do que isso, o eslovaco participou da consagração do clube na Bundesliga na temporada 2008/09. Mas a edição seguinte foi mais difícil para ele e para o Wolfsburg, que perdeu a soberania no Campeonato Alemão. Apesar disso, o lateral viaja com a Eslováquia para o continente africano, onde tentará mostrar todo o seu futebol.

### Kayserispor
Pekarik entrou em agosto de 2011 para a temporada 2011/12 por empréstimo na primeira divisão turca com Kayserispor.

### Hertha Berlin
Depois de um ano na Turquia, Pekarík voltou para a Alemanha, assinando com o Hertha Berlin.

## Seleção Nacional
Pekarík fez sua estréia na equipe nacional contra Emirados Árabes Unidos em 10 de dezembro de 2006. Ele marcou seu primeiro, e até agora único objetivo, internacional em uma vitória em casa 7-0 sobre San Marino. Ele era uma parte da equipa nacional de futebol da Eslováquia na Copa do Mundo 2010.
Ele fez parte do elenco da Seleção Eslovaca de Futebol da Eurocopa de 2016.

## Estatísticas

### Seleção

#### Gols pela seleção
| Gols | Data               | Local                                | Adversário | Placar | Resultado | Competição                             |
| ---- | ------------------ | ------------------------------------ | ---------- | ------ | --------- | -------------------------------------- |
| 1.   | 6 de junho de 2009 | Tehelné pole, Bratislava, Eslováquia | San Marino | 2–0    | 7–0       | Eliminatórias da Copa do Mundo de 2010 |

## Títulos
Žilina
- Corgoň Liga: 2006-07
- Slovak Super Cup: 2007

Wolfsburg
- Bundesliga: 2008-09